# Каунаський залізничний тунель
54°53′30″ пн. ш. 23°56′31″ сх. д. / 54.89166667° пн. ш. 23.94194444° сх. д.
Каунаський залізничний тунель (лит. Kauno geležinkelio tunelis) — один з двох наявних тунелів у Литві та єдиний діючий залізничний тунель в Балтійських країнах. Маршрути пасажирських поїздів, що курсують між Вільнюсом і Каунасом, проходять через цей тунель. Довжина тунелю становить 1285 метрів (0,803 милі), висота — 6,6 метрів, ширина — 8,8 метрів. Каунаський залізничний тунель був включений до реєстру об'єктів нерухомої культурної спадщини Литовської Республіки в 1996 році.